# TP1000无人运输机
TP1000无人运输机，是由壹通无人机公司中国民航大型货运无人机适航标准研制的大型无人运输机，中国大陆首架1吨级大型无人运输机。于2025年3月15日，在青岛莱西机场成功首飞，TP1000起飞重量3.3吨，载重1000公斤，满载航程1000公里，与此前的TP500相比，具有载重更大、航程更远的特点，同时TP1000还具备智能空投功能，可更好服务于应急救援。